# فت مایک
فت مایک (انگلیسی: Fat Mike؛ زادهٔ ۳۱ ژانویهٔ ۱۹۶۷) یک موسیقی‌دان اهل ایالات متحده آمریکا است. 